# Клесен-Герне
Клесен-Герне (њем. Kleßen-Görne) општина је у њемачкој савезној држави Бранденбург. Једно је од 26 општинских средишта округа Хафеланд. Према процјени из 2010. у општини је живјело 410 становника. Посједује регионалну шифру (AGS) 12063161.

## Географски и демографски подаци
Клесен-Герне се налази у савезној држави Бранденбург у округу Хафеланд. Општина се налази на надморској висини од 35 метара. Површина општине износи 42,0 km². У самом мјесту је, према процјени из 2010. године, живјело 410 становника. Просјечна густина становништва износи 10 становника/km².